# Morgan Beck
Morgan Elizabeth Beck, coniugata Miller (Newport Beach, 30 marzo 1987), è una modella, pallavolista e giocatrice di beach volley statunitense, schiacciatrice della LOVB Salt Lake.

## Biografia
Il 7 ottobre 2012 sposa con lo sciatore Bode Miller. La coppia ha avuto sei figli: Edward Nash Skan (2015) e Emeline Grier (2016, morta annegata il 10 giugno 2018 a soli 19 mesi nella piscina dei vicini), Easton Vaughn Rek (2018), i gemelli Asher e Axel (2019) e Scarlet Olivia Khione (2021).

## Carriera

### Club
La carriera di Morgan Beck inizia a livello scolastico con la San Clemente HS, con cui si disimpegna nei tornei scolastici californiani; contemporaneamente gioca anche per il Saddleback Valley. Entra poi a far parte della formazione universitaria della UC Berkeley, partecipando alla NCAA Division I dal 2005 al 2008.
Nella stagione 2009-10 inizia la carriera da professionista a Cipro, ingaggiata nell'A' katīgoria dall'Anorthōsīs, con cui si aggiudica la coppa nazionale e lo scudetto, venendo premiata come MVP del torneo. Nella stagione seguente gioca per la Dinamo-Jantar, nella Superliga russa; al termine del torneo è di scena a Porto Rico, dove partecipa all'ultima parte della Liga de Voleibol Superior Femenino 2011 con le Llaneras de Toa Baja. Disputa anche la Liga de Voleibol Superior Femenino 2012, iniziando l'annata con le Gigantes de Carolina e terminandola con le Mets de Guaynabo, dove conclude la sua carriera.
Torna in campo a dopo oltre dieci anni di inattività per partecipare alla prima edizione della League One Volleyball con la LOVB Salt Lake.

### Nazionale
Fa parte della nazionale statunitense under 20 impegnata al campionato mondiale 2005.

## Palmarès

### Club
- Campionato cipriota: 1

2009-10
- Coppa di Cipro: 1

2009-10

### Premi individuali
- 2010 - A' katīgoria: MVP